# Chavarat Charnvirakul

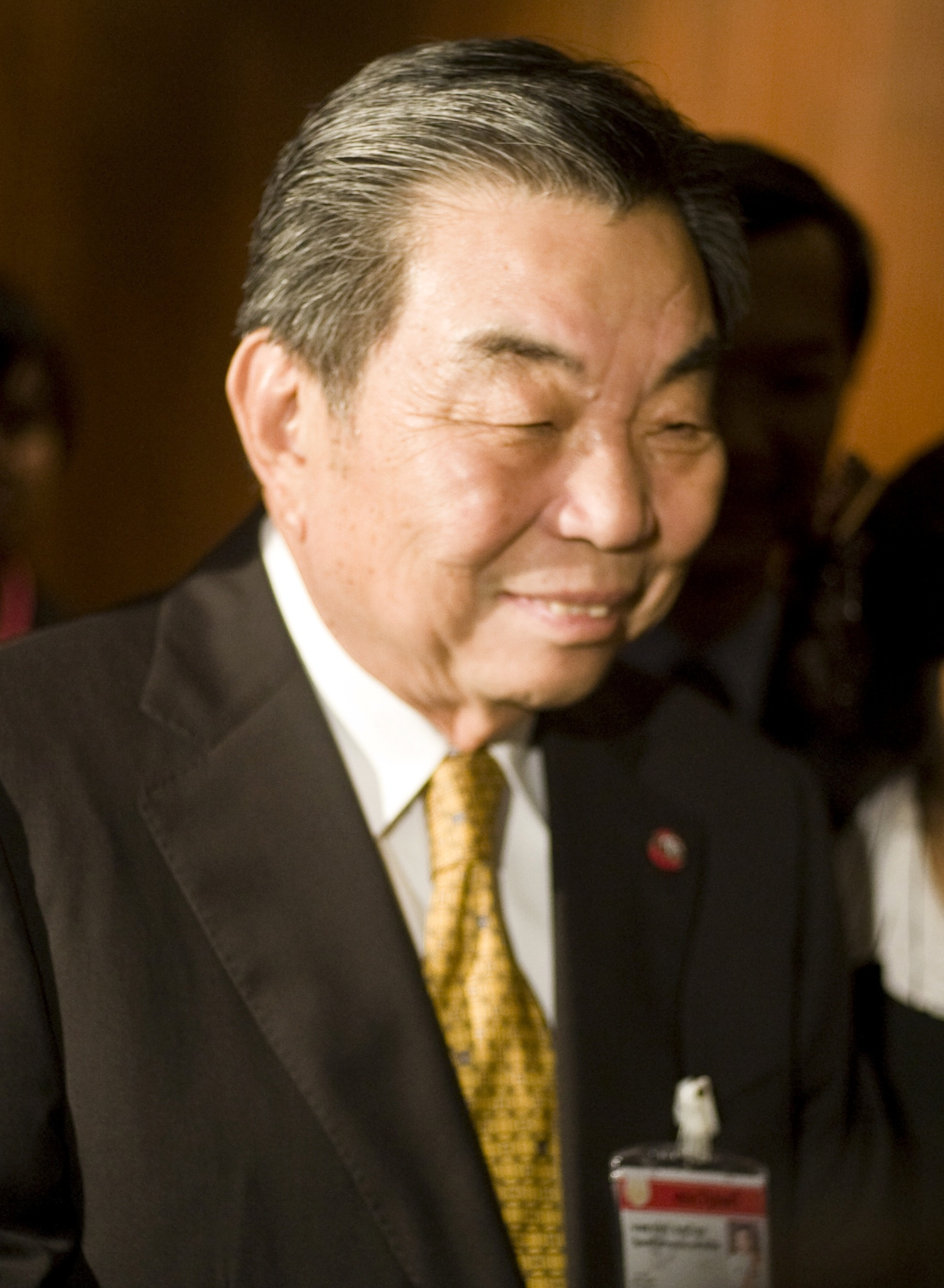
Chavarat Charnvirakul

Chavarat Charnvirakul (Bangkok, 7 de junio de 1936) es un político y economista de Tailandia, fue primer ministro interino tras el cese de Somchai Wongsawat el 2 de diciembre de 2008.
Diplomado en Economía por la Universidad de Thammasat y en la Escuela de Defensa Nacional, Doctor en Filosofía por la Universidad de Ramkhamhaeng. De 1962 a 1994 desarrolló su trabajo en la empresa privada hasta que fue nombrado Viceministro de Finanzas en dos ocasiones (1994 y 1996). En 1998 fue nombrado Presidente y Director de la Junta Consultiva de la Compañía chino-tailandesa de Ingeniería y Construcción. Tras la elecciones de 2007, fue designado ministro de Sanidad para, en septiembre de 2008, ser nombrado por el nuevo primer ministro, Somchai Wongsawat, vice primer ministro.
El 2 de diciembre de 2008 asumió de manera interina el cargo de primer ministro tras el cese por inhabilitación de Somchai Wongsawat y la disolución del Partido del Poder del Pueblo, el Chart Thai y Matchimathipatai por sentencia del Tribunal Constitucional, que consideró habían realizado actividades fraudulentas en las elecciones de 2007.
El 15 de diciembre fue sucedido por Abhisit Vejjajiva, líder del Partido Demócrata.

## Sucesión
| Predecesor: Somchai Wongsawat | Primer ministro de Tailandia Interino 2 de diciembre al 16 de diciembre de 2008 | Sucesor: Abhisit Vejjajiva |